# Веньер, Антонио
Антонио Веньер (итал. Antonio Venier; ок. 1330 — 23 ноября 1400, Венеция, Венецианская республика) — 62-й дож Венеции (с 1382 года до смерти).

## Биография

### Ранняя жизнь
Антонио родился около 1330 года в семье Веньер в золотой век купеческой Венецианской республики. О его юности не осталось точной информации, но, учитывая, что его род был не столь богат, очевидно, что он поступил на военную службу. Антонио женился на Агнес да Мосто, и они имели по крайней мере одного ребёнка, Альвизе. Около 1380 года Антонио был назначен комендантом крепости на острове Тенедос, а затем, в 1381 году (накануне его избрания), стал командующим войсками на Крите. 

### Дож
После скоропостижной смерти дожа Микеле Морозини (октябрь 1382) Венеция оказалась в замешательстве: Республика только вышла из обременительной и кровавой войны с Генуей, многие граждане были убиты, торговые пути разрушены, казначейство находилось в бедственном положении, наконец, в стране распространилась чума. Несмотря на эту трагическую ситуацию, многие аристократы ожесточенно боролись друг с другом за должность дожа. Из-за отсутствия согласия было решено избрать человека "со стороны". Так 21 октября 1382 года дожем, ко всеобщему удивлению, был избран Антонио Веньер. Он сам узнал об этом и смог вернуться с Крита лишь спустя три месяца.

### Бедствия и семейные проблемы

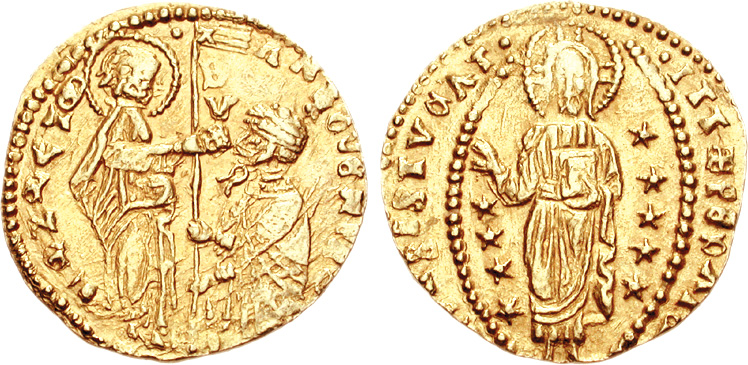
Золотой дукат Антонио Веньера, конец XIV в.

После того, как первоначальный энтузиазм от избрания нового дожа спал, стало понятно, что ситуация очень сложная, но Веньер показал силу духа и характер в решении многочисленных государственных проблем. В течение восемнадцати лет своего правления Веньер столкнулся с высокими приливами, двумя наводнениями, многочисленными пожарами, но не пал духом. Он показал себя сильным правителем, когда его сын Альвизе в 1388 году был обвинен в прелюбодеянии с последующим глумлением над обманутым мужем. Веньер приказал заключить сына в тюрьму, где тот умер от болезни - во времена всеобщего кумовства подобное поведение дожа было редкостью. Многие восхваляли этот поступок Веньера как символ крайней справедливости и непредвзятости правителя, другие критиковали его и считали проявлением безумия, а не истинной справедливости.

### Внешняя политика
После окончания войны Кьоджи (1382) Венеция пережила период мира и спокойствия, прерываемый периодически только воинственностью других государств. В 1390-1392 году семья Каррарези, властители Падуи, решили заключить союз с Джан-Галеаццо Висконти, чтобы напасть на Венецию и Фриули, но ошиблась в тактике: Висконти выдал лидеров Каррарези Венеции, чтобы снискать её симпатии. Франческо Новелло, последнему из Каррарези, удалось вступить в союз с Венецией и инициировать совместную войну с Висконти. Около 1399 года Венеция в первый раз вступила в контакт с османами, своими будущими врагами, которые в то время были ещё достаточно дружелюбны.
23 ноября 1400 года дож Антонио Веньер скончался, по некоторым данным, терзаемый тоской по умершему сыну. 

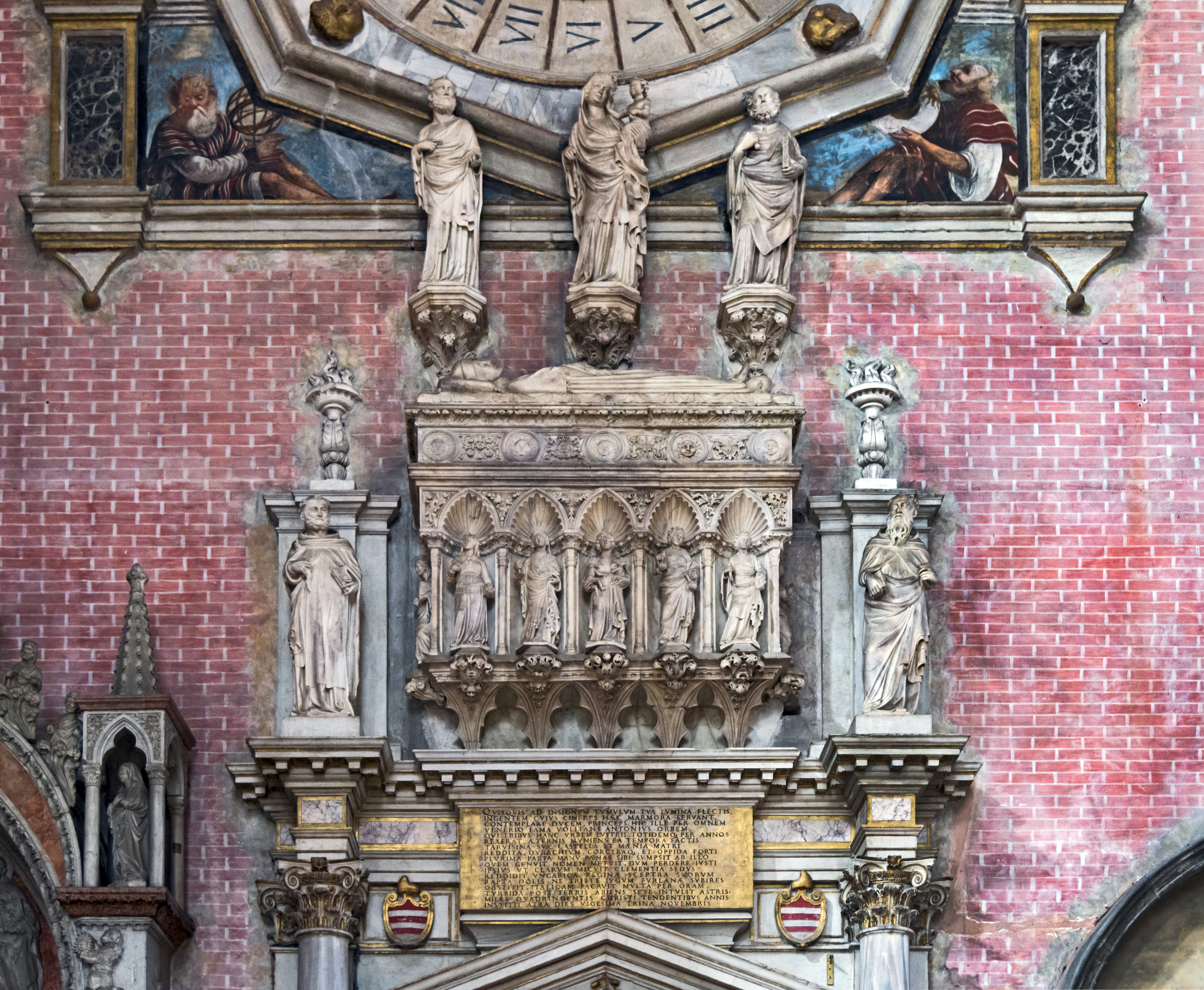
Могила Антонио Веньера, собор Санти-Джованни-э-Паоло (Венеция)